# Osteochilus nashii
Osteochilus nashii (danh pháp hai phần: Osteochilus nashii) là một loài cá thuộc chi Cá mè phương nam trong họ Cá chép. Đây là loài đặc hữu Ấn Độ. Con đực trưởng thành có thân dài 18 cm.